# Boris Smiljanic
Boris Smiljanić (Baden, Suiza, 28 de septiembre de 1976) es futbolista suizo, con ascendencia croata. Juega de defensa y su primer equipo fue Grasshopper-Club Zürich.

## Selección nacional
Ha sido internacional con la Selección de fútbol de Suiza, ha jugado 3 partidos internacionales.

## Clubes

### Como jugador
| Club                    | País  | Año       |
| ----------------------- | ----- | --------- |
| FC Wettingen            | Suiza | 1993      |
| Grasshopper-Club Zürich | Suiza | 1993-2002 |
| FC Basel                | Suiza | 2002-2007 |
| Grasshopper-Club Zürich | Suiza | 2007-2012 |